# 민상기
민상기(閔尙基, 1991년 8월 27일 ~ )은 대한민국의 축구 선수로, 포지션은 센터백, 왼쪽 풀백이다. 현재 K리그1 광주 FC 소속이다.

## 클럽 경력
2010년 수원 삼성 블루윙즈에 입단하였다.

## 수상 내역

### 클럽

#### 수원 삼성 블루윙즈
- FA컵 우승: 2010, 2016, 2019

#### 아산 무궁화
- K리그2 우승: 2018

#### 포항 스틸러스
- FA컵 우승: 2024

### 개인
- AFC 챔피언스리그 베스트 11: 2020

## 참고 자료
- ‘수원 유스 1호’ 민상기, “수원의 진정한 레전드가 되고 싶다"